# Castillo de Sheffield

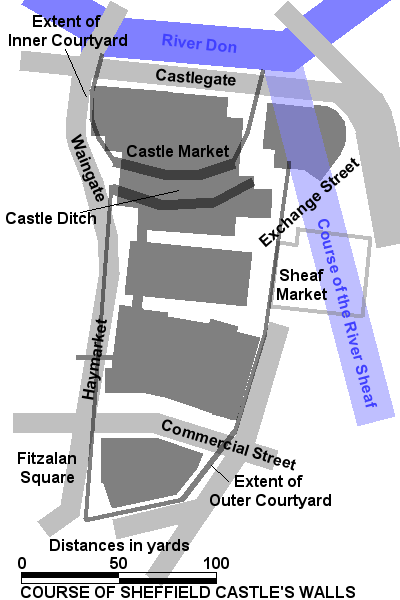
Mapa del Castillo de Sheffield.

El castillo de Sheffield está ubicado en Sheffield, Inglaterra, y fue construido en la confluencia de los ríos Sheaf y Don, probablemente donde se encontraba una mansión anglosajona en la ciudad originaria.
El primer castillo era de madera. Fue erigido por William de Lovetot a principios del siglo XII, y destruido durante la segunda guerra de los Barones, en 1266, así como el resto de la ciudad. El edificio fue reemplazado por otro, éste de piedra, en 1270.
El castillo resultó dañado durante la Guerra Civil y demolido en 1648. Los restos de la mole están preservados bajo el denominado Mercado del Castillo, Castle Market, abierto ocasionalmente para visitas.